# Gonanticlea subpilosa
Gonanticlea subpilosa är en fjärilsart som beskrevs av W. Warren 1904. Gonanticlea subpilosa ingår i släktet Gonanticlea och familjen mätare. Inga underarter finns listade i Catalogue of Life.